# Jeong Tae-wook
Jeong Tae-wook, né le 16 mai 1997 à Seongnam en Corée du Sud, est un footballeur sud-coréen évoluant au poste de défenseur central au Western Sydney Wanderers, en prêt de Jeonbuk Hyundai Motors.

## Biographie

### En club
Né à Seongnam en Corée du Sud, Jeong Tae-wook commence le football au Jeju United. Il joue son premier match en professionnel le 17 avril 2018, lors d'une rencontre de Ligue des champions de l'AFC face au Buriram United. Il est titularisé en défense centrale, et son équipe s'incline sur le score d'un but à zéro. Le 22 avril suivant, il joue son premier match de K League 1, lors de la saison 2018 contre le Jeonbuk Hyundai Motors (défaite 0-1 de Jeju).
Avant la saison 2019, Jeong Tae-wook rejoint le Daegu FC. Il joue son premier match sous ses nouvelles couleurs lors d'une rencontre de championnat, le 3 avril 2019, face au Incheon United, contre qui son équipe s'impose (0-3). Il s'impose dans l'équipe en étant l'un des éléments importants de la défense à trois mise en place par Lee Byung-keun (en).

### En sélection
Avec les moins de 20 ans, il dispute la Coupe du monde des moins de 20 ans en 2017. Lors du mondial junior organisé dans son pays natal, il joue quatre matchs. Il se met en évidence lors de la phase de poule, en délivrant une passe décisive contre la Guinée. La Corée du Sud s'incline en huitièmes de finale face au Portugal.
Avec les moins de 23 ans, il participe aux Jeux asiatiques de 2018. Lors de cette compétition organisée en Indonésie, il joue deux matchs. La Corée du Sud s'incline en finale face au Japon, après prolongation.
Jeong Tae-wook est ensuite retenu pour participer au championnat d'Asie des moins de 23 ans en 2020. Lors de cette compétition organisée en Thaïlande, il joue cinq matchs. La Corée du Sud remporte le tournoi en battant en finale l'Arabie saoudite, après prolongation. Jeong Tae-wook est le héros du match puisqu'il marque d'un coup de tête le seul but de la partie, qui donne ainsi la victoire à son équipe.
Le 14 novembre 2020, il figure pour la première fois sur le banc des remplaçants de l'équipe nationale A, mais sans entrer en jeu, lors d'une rencontre amicale face au Mexique (défaite 2-3).

## Palmarès

### En sélection
Corée du Sud -23 ans
- Championnat d'Asie -23 ans (1) :
  - Vainqueur : 2020.